# PXE
PXE (англ. Preboot Execution Environment, вимовляється піксі) — середовище для завантаження комп'ютерів за допомогою мережевої карти без використання жорстких дисків, компакт-дисків чи інших пристроїв, що застосовуються при завантаженні операційної системи. Для організації завантаження системи в PXE використовуються протоколи IP, UDP, DHCP та TFTP.
PXE-код, який зазвичай знаходиться в ПЗП мережевої карти, отримує з мережі по протоколу TFTP (отримаючи для цього адресу TFTP-сервера за допомогою DHCP) виконуваний файл, після чого передає йому управління.
Специфікація PXE накладає обмеження в 32 кілобайти на розмір завантаженого файла, тому інколи використовується завантаження у дві стадії, коли перший завантажувач отримує і запускає вторинний, який уже отримує та запускає образ операційної системи.
Одна з реалізацій файла, що завантажується через PXE — pxelinux з комплекту програм syslinux [Архівовано 21 листопада 2008 у Wayback Machine.]. pxelinux вміє відображати меню, що схоже на меню syslinux та завантажувати по мережі ядро Linux та програми, що мають такий самий формат завантаження (наприклад, Memtest86), і передавати їм управління.
Для Windows-систем ця технологія розвинута слабко, однак існує спеціально розроблена збірка, що демонструє можливості завантаження та передачі управління не лише Linux-ядру, але і образам ISO-дисків BartPE, які є прототипами ядра Windows: Tauru$ PXE Environment v1.0